# Tetrataenite
La tetrataenite è un minerale scoperto nel 1971 nel meteorite di Estherville nella contea di Emmet nello Iowa, Stati Uniti d'America e descritto compiutamente con l'approvazione dell'IMA nel 1980. Il nome deriva dalla taenite e dalla forma dei cristalli (tetraedrici).

## Morfologia
La tetrataenite è stata trovata sotto forma di cristalli irregolari di 1-15μm che formano aggregati massivi o dei bordi che circondano granuli di taenite. È stata individuata anche in forma di cristalli di dimensione dell'ordine del micrometro.

## Origine e giacitura
La tetrataenite si trova nelle meteoriti, in particolare nelle mesosideriti e nelle condriti a raffreddamento lento associata con kamacite, troilite, taenite e silicati. Si presenta in grani miscelata con antitaenite. È stato scoperto che mescolando ferro nichel e fosforo in opportune quantità e fondendoli assieme permette la generazione di Tetrataenite in pochi secondi

## Particolarità
La tetrataenite ha proprietà magnetiche.. In particolare alta coercività.